# Gunilla Süssmann
Gunilla Süssmann (* 2. Juni 1977 in Bergen, Norwegen) ist eine norwegische Pianistin.

## Leben
Süssmann begann als Sechsjährige mit dem Pianospiel und gewann die norwegischen Pianowettbewerbe in den Jahren 1987 und 1995. Sie schloss die Norwegische Musikhochschule in Oslo ab und ging danach an die Hochschule für Musik, Theater und Medien in Hannover, wo sie das Fach Piano studierte. 1996 nahm sie als Finalistin am Wettbewerb Eurovision Young Musicians der der Europäischen Rundfunkunion (EBU) teil. Sie spielte 15 CDs ein und trat unter anderem mit dem Concertgebouw-Orchester und dem English Chamber Orchestra auf. Im März 2017 beendete Süssmann ihre Karriere aufgrund einer Erkrankung an fokaler Dystonie.

## Diskographie
- 2002: Geirr Tveitt: Pianokonzert no. 4 mit Håvard Gimse am zweiten Piano, Royal Scottish National Orchestra, Leitung: Bjarte Engeset.
- 2003: Tockà: Solokonzerte mit Werken von Alexander Skrjabin und Sergej Rachmaninoff.
- 2005: Bad Language. Mark Adderley: Collision mit Eirik Raude am Schlagzeug.
- 2007: Malinconia, mit der Cellistin Tanja Tetzlaff mit Werken von Jean Sibelius, Edvard Grieg und Rachmaninoff.
- 2007: Romanser, mit der Sopranistin Solveig Kringlebotn mit Werken von Halfdan Kjerulf, Agathe Backer Grøndahl und Grieg.
- 2012: Johannes Brahms: Die Sonaten für Klavier und Violoncello nr. 2 F-Dur op. 99 und Nr. 1 e-moll op-38 mit Tanja Tetzlaff.[2]
- 2017: Einojuhani Rautavaara: Werke für Cello und Klavier mit Tanja Tetzlaff. Ondine 1310-2.